# Patac
El patac eren diverses monedes de billó encunyades en les terres occitanes als segles xiv i xv. El patac de Perpinyà fou fet encunyar per Lluís XI de França en aquesta ciutat durant els anys en què els francesos ocuparen els comtats de Rosselló i de Cerdanya (1462-1483). Tenia el valor d'un diner i mig.